# Richard L. Neuberger
Richard L. Neuberger (Multnomah megye, 1912. december 26. – Portland, 1960. március 9.) az Amerikai Egyesült Államok szenátora (Oregon, 1955–1960).